# Гаррі і Тонто
Гаррі та Тонто — дорожній фільм 1974 року, написаний Полом Мазурським та Джошем Грінфельдом та режисером Мазурським. У ньому представлений Арт Карні, зігравши роль Гаррі, за яку і отримав Оскар. Тонто - його домашня кішка.

## Сюжет
Гаррі Кумбс — літній вдівець і вчитель на пенсії, якого виселяють зі своєї квартири на Верхньому Вест-Сайді в Нью-Йорку, бо його будинок збираються знести, щоб побудувати парковку. Спочатку він живе з родиною свого старшого сина Берта в передмісті, але згодом вирішує подорожувати через всю країну зі своїм домашнім котом Тонто.
Спочатку Гаррі планував летіти до Чикаго, але у нього виникли проблеми з охороною аеропорту, яка перевіряла його переноску для кота. Натомість він сідає на міжміський автобус. Він виходить у сільській місцевості, дратуючи водія, щоб Тонто міг помочитися, і залишається там. Він купує Chevrolet Bel Air 1955 року у продавця вживаних автомобілів, хоча його водійські права прострочені. Під час своєї епізодичної подорожі він знайомиться з автостопником, який цитує Біблію, і неповнолітньою втікачкою Джинджер, з якою відвідує стару кохану в будинку для літніх людей; вона пам'ятає його лише наполовину. Він відвідує свою доньку, власницю книгарні в Чикаго, з якою його пов'язують колючі, але взаємно захоплюючі стосунки. Сором'язливий онук Гаррі (який мав забрати його назад до Нью-Йорка) і Джинджер зрештою їдуть разом до комуни в Колорадо в машині Гаррі, з його благословення, тож вони з Тонто знову залишаються наодинці.
Продовжуючи рух на захід, Гаррі погоджується їхати з продавцем здорової їжі, дорогою до Лас-Вегаса знайомиться з привабливою повією і проводить ніч у в'язниці з доброзичливим корінним американцем. Врешті-решт він прибуває до Лос-Анджелеса, де зупиняється у свого молодшого сина Едді, продавця нерухомості, який перебуває у скрутному фінансовому становищі, перш ніж знайти власне житло разом з Тонто.
Після смерті Тонто Гаррі живе сам, заводить нових друзів, насолоджується кліматом. Він бачить молодого кота, схожого на Тонто, і йде за ним на пляж, де дитина будує замок з піску.

## У ролях
| Актор                   | роль          |
| ----------------------- | ------------- |
| Арт Карні               | Гарри Кумбс   |
| Мелані Мейрон           | Джинджер      |
| Ларі Гегмен             | Едді Кумбс    |
| Філ Брунс               | Берт Кумбс    |
| Джошуа Мостель          | Норман Кумбс  |
| Еллен Бурстін           | Ширлі Маллард |
| Джеральдіна Фіцджеральд | Джессі Стоун  |
| Філ Брунс               | Берт Кумбс    |

## Прийом
Нора Сейр із The New York Times написала, що фільм був «знятий у надто повільному темпі, а це означає, що комічні можливості та соціальний коментар були зменшені. Приглушений стиль позбавляє картину сенсу, який вона мала донести: ця творча енергія виходить за межі поколінь». Variety назвала це «приємним, хоча і комерційно нецікавим», з «відмінною» грою Карні.  Роджер Еберт дав фільму 4 зірки з 4-х, похваливши Карні за гру, яка була «абсолютно оригінальною, повністю його власною і гідною премії “Оскар”, яку він отримав».  Джин Сіскель з Чиказької трибуни поставив 3,5 зірки з 4, назвавши його «надзвичайно смішним фільмом без жодного ґеґу чи фіналу у стилі Боба Хоупа. Натомість він переповнений правдоподібними людьми, які говорять такі безглузді речі, що змушують голову йти обертом і посміхатися».  Чарльз Чамплін з Лос-Анджелес Таймс охарактеризував фільм як «насичений подіями, сентиментальний, приємний і оптимістичний».  Гері Арнольд з Washington Post назвав його «надзвичайно м'якою і ніжною кінокомедією, але, можливо, було б розумно рекомендувати його з невеликою ноткою обережності. Це те, що називається "хороша маленька картина"».  В The Monthly Film Bulletin, Джонатан Розенбаум писав, що фільм «претендує на те, щоб сказати щось розумне і “витончене” про все - від міського оновлення до медичних знань Карлоса Кастанеди, разом із безперервним уроком про граціозну старість, який роздають при кожній нагоді; але в підсумку він не розповідає нам практично нічого».
Цей фільм набрав оцінку 88% за Rotten Tomatoes на основі 32 відгуків із середньою оцінкою 7,3 із 10.

## Нагороди та номінації
Керні обіграв Альберта Фінні, Дастіна Гофмана, Джека Ніколсона та Аль Пачіно за їхні виступи в «Вбивстві у Східному експресі», «Ленні», «Чайнатаун» та «Хрещеному батьку» ІІ частина відповідно до премії «Академія 1977 року за найкращого актора». Фільм був номінований на найкращу письменницю, оригінальний сценарій.
Карні також виграв «Золотий глобус» за найкращу акторську роль у музичному / комедійному фільмі, в той час як Грінфельд та Мазурський отримали номінаці.за найкращий сценарій у музичному / комедійному фільмі. Сценарій був номінований на премію Гільдії письменників Америки як найкраща драма, написана безпосередньо на екран. Фільм був також обраний одним із десяти найкращих 1974 року Національною рецензійною радою.
Кіт Тонто отримав премію PATSY за найкращу тварину-актора у художньому фільмі.